# Liste des routes nationales en Uttar Pradesh

Routes nationales de l'Inde.

L'État de l'Uttar Pradesh dispose de deux réseaux routiers principaux : les 83 routes d'État d’une longueur de 8 432 km et il est traversé par les 37 routes nationales sur une longueur totale de 4 635 km et qui sont listées ci-dessous:

## Liste des routes nationales traversant l'Uttar Pradesh
| rang | NH Route nationale | Parcours | Longueur dans l'U.P. (km) |
| ---- | ------------------ | --- | ------------------------- |
| 1    | 2                  | Frontière Uttar Pradesh/Haryana -Kosi-Chhata-Mathura-Farah-Agra-Firozabad-Shikohabad-Sirsaganj-Jaswantnagar-Etawah-Sarai-Muradganj-Sikandra-Rasdhan-Bara-Sachendi-Kanpur-Moharajganj-Aung-Fatehpur-Haswa-Sat Narain-Khaga-Palhana-Kaushambi-Allahabad-Saidabad-Hardia-Gopiganj-Kaushambi-Allahabad-Saidabad-Handia-Gopiganj-Mirza Murad-Varanasi-Chandauli-Saiyad Raja. | 752                       |
| 2    | 2A                 | Sikandra-Raipur-Bhognipur | 25                        |
| 3    | 3                  | Agra-Frontière Uttar Pradesh/Madhya Pradesh | 26                        |
| 4    | 7                  | Varanasi-Mirzapur-Lalganj-Frontière Uttar Pradesh/Madhya Pradesh | 128                       |
| 5    | 11                 | Agra-Kiraoli- Frontière Uttar Pradesh/Rajasthan | 51                        |
| 6    | 12A                | Frontière Madhya Pradesh jusqu’à jonction avec NH 26 près de Jhansi. | 7                         |
| 7    | 19                 | Ghazipur-Ballia-Rudrapur-Bakutha-Frontière Uttar Pradesh/Bihar | 120                       |
| 8    | 24                 | Frontière Delhi/Uttar Pradesh -Ghaziabad-Rajabpur-Bibauli-Pakbara-Moradabad-Mirgang-Bareilly-Banthra-Uncholia-Neri-Mohli-Sitapur-Lucknow. | 431                       |
| 9    | 24A                | Badshi-Ka-Talab-Chenhat (NH 28) | 17                        |
| 10   | 24B                | Lucknow – Rai Bareily- route de Allahabad | 185                       |
| 11   | 25                 | Frontière Uttar Pradesh/Madhya Pradesh -Jhansi-Baragaon-Ghirgaon-Amargarh-Moth-Pirauna-Orai-Usargaon-Kalpi-Bara-Kanpur-Unnao-Ajgain-Lucknow | 270                       |
| 12   | 25A                | Km19 (NH 25)-Bakshi-Ka-Talab | 31                        |
| 13   | 26                 | Frontière Uttar Pradesh/Madhya Pradesh -Karari-Jhansi-Babina-Talbahqt-Bansi-Lalitpur-Birdha-Gona- Frontière Uttar Pradesh/Madhya Pradesh . | 128                       |
| 14   | 27                 | Allahabad-Jasra- Frontière Uttar Pradesh/Madhya Pradesh . | 43                        |
| 15   | 28                 | Lucknow-BaraBanki-Ramsanehighat-Faizabad-Haraiya-Basti-Khalilabad-Piprauli-Hata-Kasia-Fazilnagar-Pawanagar-Tamkuhi- Frontière Uttar Pradesh/Bihar | 311                       |
| 16   | 28B                | Uttar Pradesh/Bihar-Frontière-Nibua Raiganj-Padrauna-Kasia | 29                        |
| 17   | 28C                | Bara-Banki-Ramnagar-Jarwal-Krisarganj-Fakharpur-Bahraich-Matera Bazar-Nanpara-Babaganj-Rupidiha-Nepalganj | 140                       |
| 18   | 29                 | Sonauli-Kolhu-Pharenda-Rawatganj-Gorakhpur-Bhaurapur-Kauriram-Ghasi-Mardah-Ghazipur-Zamania-Chandauli-Varanasi | 306                       |
| 19   | 56                 | Lucknow-Gosainganj-Amethi-Bhetwa-Haidargarh-Inhauna-Jagdishpur-Musafir Khana-Hasanpur-Sitapur-Singramau-Badlapur-Bakhsha-Junpur-Phulpur-Varanasi | 285                       |
| 20   | 56A                | Chehat-Km.16 de la NH 56. | 13                        |
| 21   | 56B                | Km.16 de la NH-56 à Km.19 de la NH-25. | 19                        |
| 22   | 58                 | Frontière Uttar Pradesh/Delhi -Noida-Muradnagar-ModiMuhiuddinpur-Meerut-Mawana-Bahsuma-Bijnor-Kirtpur-Najibabad - Frontière Uttar Pradesh/Uttranchal | 165                       |
| 23   | 72A                | Frontière Uttar Pradesh/Uttranchal -Chhutmalpur-Biharigarh - Frontière Uttar Pradesh/Uttranchal | 30                        |
| 24   | 73                 | Frontière Uttar Pradesh/Haryana -Sarsawa-Pilkhani-Saharanpur. | 60                        |
| 25   | 74                 | Frontière Uttar Pradesh/Uttranchal -Najibabad-Nagina-Afzalgarh-Rehar - Frontière Uttar Pradesh/Uttranchal . | 147                       |
| 26   | 75                 | Frontière Uttar Pradesh/Madhya Pradesh -Dudhinagar-Wyndhamganj | 110                       |
| 27   | 76                 | Frontière Uttar Pradesh/Madhya Pradesh -Srinagar-Mahoba-Banda-Khuhand-Attarra-Badausa-Karwi-Raipura-Mau-Shankargarh-Bara-Jasra-Allahabad-Naini-Astabhuja Mirzapur. | 587                       |
| 28   | 86                 | Kanpur-Ghatampur-Sajet-Hamirpur-Sumerpur—Maudeha-Khanna-Kabrai-Mahoba-Srinager- Frontière Uttar Pradesh/Madhya Pradesh . | 180                       |
| 29   | 87                 | Rampur-Bilaspur- Frontière Uttar Pradesh/Uttranchal | 32                        |
| 30   | 91                 | Ghaziabad-Dadri-Sikanderabad-Bulandshahr-Khurja-Amiya-Aligarh-Pilwa-Etah-Kurawali-Sultanganj-Bewar-Nabigaon-Chhibramau-Gurusahayganj-Kannauj-Araul-bilhaur-Kanpur. | 405                       |
| 31   | 91A                | The Jonction avec la NH 2 près de Etawah - Bharthana-Bidhuna-Bela-Mundarwaganj – jonction avec la NH 91 près de Kaunauj. | 126                       |
| 32   | 92                 | Frontière Uttar Pradesh/Madhya Pradesh -Udi-Etawah-Chaubia-Kusmara-Bewar. | 75                        |
| 33   | 93                 | Agra-Khandauli-Sadabad-Halhras-Mandrak-Daud Khan-Aligarh-Danpur-Dibal-Babrala-Bahjoi-Chandausi-Bilari-Moradbad. | 220                       |
| 34   | 96                 | Faizabad-Bilharghat-Bikapur-Sultanpur-Bhada-Piparpur-Kohdaur-Bela-Soraon-Allahabad. | 160                       |
| 35   | 97                 | Ghazipur-Zamania-Said Raja. | 45                        |
| 36   | 119                | Jonction avec la NH 58 près de Meerut-Mawana-Bahsuma-Bijnor-Kiratpur-Najibabad- Frontière Uttar Pradesh/Uttranchal | 125                       |
| 37   | NE2                | Eastern Peripheral Expressway around in Uttar Pradesh and Haryana (en construction) | 90                        |